# Шахта імені Гайового
ДВАТ «Шахта імені Гайового» — вугільна шахта в Горлівці.
У 1962 році шахти № 8-а ім. Сталіна і № 9 «Подземгаз» були об'єднані в шахтоуправління імені А. І. Гайового, назване на честь померлого того року горлівського комуніста, секретаря ЦК Компартії Української РСР.
Виробнича потужність 520 тис. т/рік. Планова — 380 тис. т/рік. Максимальна глибина робіт 975 м (2000). Шахтне поле розкрите трьома вертикальними стволами і поверховими квершлаґами на гор. 740, 860 і 975 м.
Мала 11 виробничих дільниць, 3 лави оснащені щитиовими агрегатами (2000). Розробляються пласти l3, lн
4, l1.
Шахта небезпечна за викидами вугілля і газу,  вибуховості пилу.
Виходила багатотиражна газета - «Советский горняк».
Указом Міністерства вугільної промисловості України від 25 жовтня 2006 року припинило свою діяльність Державне відкрите акціонерне товариство «Шахта імені А.Й.Гайового» шляхом реорганізації до складу ДП «Артемвугілля».
Адреса: 84613, вул. Вавілова, 39, м. Горлівка, Донецької обл.